# Ondřej Perušič
Ondřej Perušič, född 26 september 1994 i Prag i Tjeckien, är en beachvolleyspelare.
Perušič spelar med David Schweiner sedan 2015. Tidigare har han spelat med Ondřej Beneš (2012-2014) och Tomás Vána (2012, 2015). Tillsammans med Schweiner har han vunnit två deltävlingar under FIVB Beach Volleyball World Tour 2021. De deltog vid OS 2020, men gick inte vidare från gruppspelet. Vid EM 2022 tog de silver. Vid VM 2023 tog de guld.
Ondřejs farfar är volleybollspelaren Boris Perušič.